# Helicoverpa bracteae
Helicoverpa bracteae är en fjärilsart som beskrevs av David F. Hardwick 1965. Helicoverpa bracteae ingår i släktet Helicoverpa och familjen nattflyn. Inga underarter finns listade i Catalogue of Life.